# Leokadia Jaromirska
Leokadia Jaromirska (ur. 27 października 1907, zm. 1 stycznia 1979) – Polka, „Sprawiedliwa wśród Narodów Świata”.

## Życiorys
Leokadia Jaromirska mieszkała z Ireną Hamerską w baraku we wsi Białołęka (dziś dzielnica Warszawy) od listopada 1942. Miesiąc przed wprowadzką Hamerskiej, Leokadia przygarnęła półtoraroczną dziewczynkę, podczas fikcyjnego chrztu nazwaną Bogumiłą. Z pomocą sąsiadów – policjanta i jego żony – ustalono tożsamość dziecka, które naprawdę nazywało się Szyfra Jonisz. Bezpośrednio po wojnie odszukał ją ojciec. Okazało się, że wraz z matką dziewczynki wydostali się z getta w Legionowie i wszyscy troje ukrywali się w pobliskich lasach. Jesienią uznali, że warunki dla dziecka są zbyt trudne. Porzucili je więc z nadzieją, że ktoś je przygarnie. Matka dziewczynki zginęła w KL Majdanek, ojciec przeżył pobyt w KL Auschwitz. Bogumiła-Szyfra przywiązała się do opiekunek (zwłaszcza Leokadii) i dla ponownego nawiązania więzi z ojcem tenże zamieszkał na kilka miesięcy z Hamerską i Jaromirską. Jaromirska zgodziła się oddać dziecko dopiero po osobistym liście od papieża Piusa XII. Po wojnie Jaromirska w ślad za Szyfrą przeniosła się do Wrocławia. Szyfra Jonisz (później Ivri) utrzymywała z Jaromirską i Hamerską kontakt także po wyjeździe do Izraela.
W 1968 Leokadia Jaromirska została odznaczona medalem Sprawiedliwych wśród Narodów Świata.